# Mildea
Mildea là một chi rêu trong họ Pottiaceae.